# Dianthus turkestanicus
Dianthus turkestanicus är en nejlikväxtart som beskrevs av Preobr. Dianthus turkestanicus ingår i släktet nejlikor, och familjen nejlikväxter. Inga underarter finns listade i Catalogue of Life.